# Mike Relm
Mike Relm (1978) è un disc jockey, VJ e turntablist statunitense originario di San Francisco, California. Ha suonato con importanti artisti hip-hop.
Nel 1999 ha vinto il concorso internazionale di turntablism degli Stati Uniti d'America.
Come solista, Relm è noto per le esecuzioni dal vivo che presentano una serie di mashup audio in coppia con immagini video, manipolate in tempo reale con un dispositivo giradischi (Pioneer DVJ1000).

## Discografia
- Radio Fryer (2005)
- Spectacle (2008)
- Jugglin' Jaws (2001)
- Aaahs: Session 1 (2003)
- The Zodyax Scop System

### Video o film in cui è presente Mike Relm
- Scratch (Palm, 2000)
- Along Came Polly (Universal, 2004)
- Suit Yourself (self-released, 2006)
- Clown Alley: Relm's first film experience.
- Blue Man Group: How to Be a Megastar Live! (Blue Man Group/Rhino, 2008)